# Clóvis Raposo
Clóvis Raposo, född 30 maj 1909, död 3 maj 1963, var en friidrottare från Brasilien. Han deltog vid olympiska sommarspelen 1932.